# Commiphora eminii
Commiphora eminii là một loài thực vật có hoa trong họ Burseraceae. Loài này được Engl. mô tả khoa học đầu tiên năm 1895.